# Dawn of Man
Dawn of Man est un jeu vidéo de survie et de construction de ville développé par Madruga Works. La bêta fermée a commencé la semaine du 17 octobre 2018 et le jeu est sorti le 1er mars 2019.

## Système de jeu
Les joueurs doivent diriger un groupe de colons préhistoriques qui tentent de former une colonie et d'assurer leur survie depuis l'ère paléolithique jusqu'à l'âge du fer.Les joueurs doivent s'assurer qu'ils construisent la colonie dans un endroit où ils peuvent survivre et avoir un approvisionnement constant en nourriture, en eau et, surtout, en vêtements. Ils sont chargés de les guider pour créer une civilisation autosuffisante où ses habitants peuvent extraire facilement des ressources et chercher de la nourriture pour vivre. Les joueurs doivent également survivre aux catastrophes naturelles telles que les blizzards et les tempêtes, utiliser des armes pour repousser les pillards et défendre leur colonie contre les attaques d'animaux.

## Accueil
Le jeu a obtenu un 74 sur 100 sur 9 critiques sur Metacritic.

## Voir également
- Planetbase